# Kendra Lust

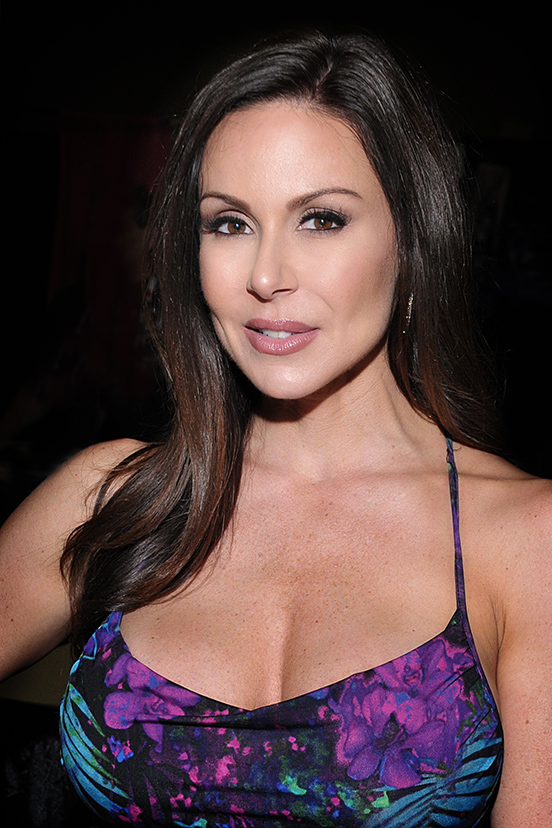
Kendra Lust (2015)

Kendra Lust, bürgerlich Michele Anne Mason, (* 18. September 1978 in Madison Heights, Michigan) ist eine US-amerikanische Pornodarstellerin frankokanadisch-italienischer Abstammung. 2016 wurde sie mit dem AVN, dem XRCO und dem XBIZ Award, den drei bedeutendsten Auszeichnungen der Pornobranche, als MILF des Jahres ausgezeichnet.

## Leben
Lust begann erst im März 2012 in der Pornoindustrie zu arbeiten. Ihre erste Szene drehte sie mit Phoenix Marie und Rachel Starr in „Peeping at the Keyhole“ für das Studio Brazzers. Seitdem hat sie ca. 120 Filme gedreht und ist für ihre Darstellungen einer MILF bekannt, für die sie auch mehrere Auszeichnungen der Branche erhielt. Neben Brazzers arbeitete sie für die StudiosJules Jordan Video, Wicked Pictures, Evil Angel, Naughty America, Reality Kings, Bang Bros und Arch Angel.
Lust ist verheiratet und hat eine Tochter.

## Auszeichnungen

### Nominierungen
- 2013: XBIZ Award – MILF Performer of the Year[3]
- 2013: NightMoves Award – Best Social Media Star[4]
- 2014: XBIZ Award – MILF Performer of the Year[5]
- 2014: AVN Award – MILF Performer of the Year[6]
- 2014: NightMoves Award – Best MILF Performer[7]
- 2015: AVN Award – MILF Performer of the Year[8]
- 2015: AVN Award – Best Porn Star Website[8]
- 2015: XRCO Award – MILF of the Year[9]
- 2015: NightMoves Award – Best Body[10]

### Auszeichnungen
- 2013: Miss BangBros – Hottest MILF[11]
- 2015: XBIZ Award – MILF Performer of the Year[12]
- 2015: NightMoves Award – Best Cougar/MILF Performer (Fan Choice)[13]
- 2016: AVN Award – MILF Performer of the Year[14]
- 2016: AVN Award – Hottest MILF (Fan Award)[14]
- 2016: XRCO Award – MILF of the Year[15]
- 2016: XBIZ Award – MILF Performer of the Year[16]
- 2017: AVN Award – MILF Performer of the Year[17]
- 2017: NightMoves Award – Best MILF Performer (Fan Choice)[18]
- 2018: AVN Award – Hottest MILF (Fan Award)[19]
- 2019: AVN Award – Hottest MILF (Fan Award)[20]
- 2021: AVN Award – Hottest MILF (Fan Award)[21]
- 2022: AVN Award – Hottest MILF (Fan Award)[22]
- 2023: AVN Award – Hottest MILF (Fan Award)[23]
- 2024: AVN Award – Hottest MILF (Fan Award)[24]

## Filmografie (Auswahl)
- 2012: Tanlines 2
- 2012: Big Ass White MILF Gets Big Dick
- 2012: Dickfan
- 2012: Milfs Seeking Boys 3
- 2012: MILFs Like It Big 13
- 2012–2018: Seduced By A Cougar 29, 37, 41, 48, 52
- 2012: First Time Deepthroating
- 2012: Fucking Her Pussy
- 2012: Spandex Loads 5
- 2012: Dirty Rotten Mother Fuckers 5
- 2012: Kendra Lust Live
- 2012: Girls Night Out 2
- 2013: Dirty Creampies 2
- 2013: Good Cock Bad Cop
- 2013: Mother Exchange
- 2013: MILF Hunter 30
- 2013–2020: My Friend’s Hot Mom 39, 45, 69, 73, 83, 87
- 2013–2015: Moms Bang Teens 5, 7, 9, 11
- 2013: Milf Soup 28, 29
- 2013: Feeding Frenzy 11
- 2013: Fitness MILFs
- 2013: Masseuse 4, 5
- 2013: Obedience School
- 2013: Big Tit Cream Pie 22
- 2014: Titty Creampies 7
- 2014–2015: Tonight's Girlfriend 25, 31, 38
- 2014: Double Dribble On My Tits
- 2014: Big Tits in Uniform 13
- 2014: Prime Milf
- 2014: I'm Gonna Bang Your Mother
- 2014: Tunnel Vision 4
- 2014: Fantasies Come True 3
- 2014: Girlfriends Teaching Girlfriends 1
- 2014–2016: Pure MILF 7, 11, 13
- 2014: Monster Curves 25
- 2014: Taboo Handjobs 42
- 2015: Interracial Icon 2
- 2015: Magic Mike XXXL: A Hardcore Parody
- 2015: Big Tit Bombshells
- 2015: Kendra Lust First Anal
- 2015: Kittens & Cougars 10
- 2015: Teach Me Mommy (Girlsway)
- 2015: True Lust
- 2015: Aerolineas Tittyfuck
- 2015: Big Tits in Sports 16
- 2015: Blowjob Fridays 21
- 2015: Let’s Play Doctor
- 2015: Women Seeking Women 113
- 2016: Creampie Reward
- 2016: Fuck Me Silly
- 2016: MILF Performers of the Year 2016
- 2016: Mommy Takes A Squirt
- 2016: I Love My Mom's Big Tits 3, 4
- 2017: Beautiful Tits 4
- 2017: Big Wet MILF Tits
- 2017: Booty Queen 3
- 2017: Kendra Loving Jayden
- 2017: Older Woman Younger Guys
- 2017: Private Cleaning
- 2017: Right in the Pussy
- 2017: Slutty Wife Happy Life 2
- 2017: Beautiful Tits 4
- 2017: The Booty Queen 3
- 2017: Housewife 1 On 1 45
- 2017: Panty Pervert 3
- 2017: The Archangels 2
- 2017: Mom Knows Best 5
- 2017: Big Wet MILF Tits
- 2017: Interracial & MILF 2
- 2017: Pour It On! 3
- 2017: Don't Screw My Mom
- 2017: Moms Lick Teens 9
- 2018: Below The Belt
- 2018: Pussy Is the Best Medicine 2
- 2018: Big Mommy Boobs 7
- 2018: Pure Desire 6
- 2018: True Anal All-Stars
- 2018: Pornstar Paradise 4
- 2018: Older Women Younger Guys 2
- 2018: Assparade 68
- 2019: Naughty Office 59
- 2019: Ripened 2
- 2019: Tonight's Girlfriend 73
- 2019: Dredd 7
- 2019: Mom's Breast Advice
- 2019: Stalking for a Cocking
- 2021: Booty Worship
- 2021: Moms Bang Teens 40
- 2021: Moms Suck Teens 9
- 2021: World Of BangBros: She Likes It Rough 6
- 2022: American Daydreams
- 2022: Cougar Sightings 11